# 交響曲第4番 (シマノフスキ)
《交響曲 第4番「協奏交響曲」（こうきょうきょくだいよんばん きょうそうこうきょうきょく、 フランス語: Symphonie n° 4, Sinfonia Concertante）》作品60は、カロル・シマノフスキが1932年にタトラ山地で作曲した交響曲。同時期の《ヴァイオリン協奏曲 第2番》作品61とともに、シマノフスキ最後の管弦楽曲であり、なおかつシマノフスキが完成させた唯一のピアノ協奏曲である。

## 成立事情
シマノフスキは、1932年にワルシャワ音楽院の院長職を退くと、経済的に難儀するようになった。そこで状況打開のためには演奏家として身を立てることを検討し、そのための目玉となるレパートリーとして、同年3月にザコパネでピアノ協奏曲の構想を練り始めた。間もなく協奏曲としてではなく4つめの交響曲として発表することを思い立ち、6月に完成に至った。
初演は1934年にロンドンで、ヤン・スメテルリンをソリストに迎えて行われた。本作はシマノフスキの存命中から代表作として評価を高めたが、そのため作曲者本人が国外で演奏旅行に出向く機会が増え、皮肉にもシマノフスキは体力を酷使して、寿命を早める結果を招いた。

## 特徴
同時期のラヴェルやプロコフィエフによる新古典主義的なピアノ協奏曲に影響されており、簡潔さと明晰さという共通の特徴が見受けられる。しかしながらリズミカルな愉悦感や疾走感を打ち出すよりも、抒情的な旋律を歌い上げようとする姿勢にシマノフスキの個性が表れている。旋律美がまさった第1楽章、白昼夢のような第2楽章、舞曲調の終楽章の順に構成され、第2楽章と第3楽章は連結されている。また、全般的に複調的な要素が退いて、調性感・旋法感が明確である。このような楽章の特徴やつながりが、そっくりバルトークの最後のピアノ協奏曲にも当てはまることは、さまざまな点で注目に値する（しかもどちらの作品も、開始楽章でピアニストが両手のユニゾンで弾き始めるという発想まで共通している）。
シマノフスキは、本作を協奏曲ではなく、協奏交響曲に分類することによって、独奏楽器がオーケストラを圧倒するようなヴィルトゥオーゾ向けの作品ではないことを断わっている。また、ピアノが沈黙する部分があっても、オーケストラが完全に沈黙する部分がほとんど存在しないといった特徴を暗示している。しかし、全体を通してピアノが効果的に扱われて存在感を示していること、特に、華やかなフィナーレがピアノの独擅場となっていることから、協奏曲としての実体は依然として保たれていると見て差し支えない。

## 楽譜
- 出版譜は、1932年にパリのマックス・エシーク（エシッグ）社から2台ピアノ版による初版（総譜は翌年出版）、1973年にはポーランド音楽出版社から校訂版（シマノフスキ全集）が発売されている。
- 自筆譜は、1939年の戦火でワルシャワ国立図書館が火災に遭った際に焼失したため、存在しない。
- 作曲者の旧知のアルトゥール・ルービンシュタインに献呈されたが、ルービンシュタインは本作の演奏に熱心だったとは言いがたく、その生前に本作が演奏会場のレパートリーに定着するには至らなかった。（ルービンシュタインは戦後にアルフレッド・ウォーレンスタインの指揮によって本作を録音している。）

## 楽器編成
- フルート2（第2フルートはピッコロ持ち替え）、オーボエ2（第2オーボエはコーラングレー持ち替え）、クラリネット2、ファゴット2（第2ファゴットはコントラファゴット持ち替え）、ホルン4、トランペット3、トロンボーン3、チューバ1、ティンパニー、トライアングル、小太鼓、大太鼓、シンバル、タムタム、ハープ、ピアノ、弦楽五部。
- シマノフスキの数ある管弦楽曲の中でも、管弦楽法の熟練ぶりが端的に示されている。全般的にバランスがよく、テクスチュアの多彩な変化も楽しむことができる。
- 弦楽器の特殊奏法も活用されるなど、音色の効果にも巧みに計算されている。

## 楽章
以下の3楽章から成る。自由なソナタ・アレグロの第1楽章、幻想曲風の第2楽章、民族舞曲のリズムが強調された終楽章から成る。第2楽章と第3楽章はアタッカで連結されている。
1. Moderato - tempo commodo（開始・終止ともヘ長調）
2. Andante molto sostenuto（開始はイ長調）
3. Allegro non troppo, ma agitato ed ansioso（開始はヘ長調で終止はイ長調）

## 演奏時間
演奏時間は約25分。主要な音源ごとの所要時間のばらつきは、次の通りである（数値はおおよそのものを採用した）。
- ヴィトルド・ロヴィツキ指揮ワルシャワ国立フィルハーモニー管弦楽団、タデウシュ・ツムジィンスキ独奏（1977年録音）：25分10秒
- カロル・ストルィヤ指揮カトヴィツェ国立交響楽団タデウシュ・ツムジィンスキ （1988年録音）：25分20秒
- 浮ヶ谷孝夫指揮フィルハルモニア・ポモルスカ 、ボグダン・チャピエフスキ（1990年録音）：22分50秒
- ヴァシリー・シナイスキー指揮BBCフィルハーモニック、ハワード・シェリー独奏 （1995年録音）：23分30秒
- サイモン・ラトル指揮バーミンガム市交響楽団、レイフ・オヴェ・アンスネス独奏 （1996年録音）：24分40秒

## 日本初演
日本初のシマノフスキ受容に貢献した井口基成の独奏による。